# Mikhaïl Maximovitch
Mikhaïl Alexandrovitch Maximovitch (en russe : Михаи́л Алекса́ндрович Максимо́вич), né le 3 septembre 1804 (15 septembre dans le calendrier grégorien) à Tymkivchtchina, près de Zolotonocha (gouvernement de Poltava) et mort le 10 novembre 1873 (22 novembre dans le calendrier grégorien) au village de Mikhaïlova (gouvernement de Poltava), est un botaniste, ethnographe, historien et philologue impérial russe et ukrainienne qui fut le premier recteur de l'université de Kiev. Il était membre-correspondant de l'Académie impériale des sciences de Saint-Pétersbourg. Il joua un rôle dans la fondation de la fixation de l'orthographe de la langue ukrainienne, basée sur l'étymologie.

## Biographie
Mikhaïl Maximovitch naît au village de Tymkivchtchina (aujourd'hui Bogouslavets) dans le gouvernement de Poltava, dans le petit domaine d'une famille d'origine cosaque. Il fait ses études au lycée de Novgorod-Severski qu'il termine en 1819, puis entre au département de sciences naturelles dépendant de la faculté de philosophie de l'université de Moscou et à la faculté de médecine de cette même université dont il sort en 1823. Il est élève de Georg Franz Hoffmann, sa thèse portant sur « les systèmes du règne végétal ». Il devient ensuite assistant (adjuctant), travaille à la bibliothèque et à l'herbier de l'université. Pendant dix ans à partir de 1824, il est directeur du jardin botanique de l'université.
Les années 1824 et 1825 sont marquées par de nombreuses expéditions botaniques dans le gouvernement de Moscou dont les spécimens recueillis sont conservés à l'herbier de l'université. Il étudie et fait la recension de 926 espèces. En 1832, il lui est ordonné de participer à une expédition dans le Caucase, alors zone dangereuse, sous escorte militaire. En 1833, il est nommé professeur de botanique. Il dirige la chaire de botanique de l'université impériale de Moscou pendant une année universitaire, d'août 1833 à juin 1834.
C'est alors qu'il décide de retourner en Petite Russie alors que s'ouvre l'université de Kiev. Il en devient le premier recteur. Le ministre de l'Instruction de l'époque, le comte Ouvarov, lui demande instamment de diriger la chaire de lettres russes. il démissionne un an plus tard, puis de sa fonction de professeur en 1841, car il sent ses forces s'affaiblir. Il s'interrompt pendant deux ans de 1843 à 1845 pour se reposer, ne donnant que des cours particuliers. Il s'installe dans sa propriété de Mikhaïlova Gora au bord du Dniepr et ne se rend que rarement à Moscou, où il rencontre parfois ses amis Pogodine ou Gogol.
En 1857, il dirige pendant un semestre la rédaction de la revue Conversation russe, puis refait renaître la Société des amateurs de la littérature russe (1811-1930).
Maximovitch est l'auteur de nombreuses publications et ouvrages en russe à propos d'histoire naturelle ou de littérature russe.

## Quelques publications

### Littérature
- «Малороссийские песни, Москва», 1827 [Chansons folkloriques de Petite Russie]
- «История древней русской словесности» [Histoire de la littérature russe ancienne],
- «О народной исторической поэзии в Древней Руси» [À propos de la poésie historique populaire dans l'Ancienne Russie],
- «Песнь о Полку Игореве» [Le Dit de la campagne d'Igor],
- «К объяснению и истории Слова о Полку Игореве» [Explication et histoire du Dit de la Campagne d'Igor],
- «Книжная старина южно-русская» [Littérature ancienne de Russie méridionale],
- «О начале книгопечатания в Киеве» [Des débuts de l'imprimerie à Kiev]
- «Филологические письма к М. П. Погодину» [Correspondance philologique avec Mikhaïl Pogodine], publiée dans Conversation russe en 1856, avec ses réponses en 1857

### Histoire naturelle
- «О системах растительного царства» [Les systèmes du règne végétal],
- «Основания ботаники» [Les fondements de la botanique],
- «Главные основания зоологии» [Les fondements principaux de la zoologie],
- «Размышления о природе» [Réflexions sur la nature],
- «Книга Наума о великом Божием мире» [Livre de la compréhension du vaste monde créé par Dieu] -représente un premier essai de publication accessible pour le peuple dans ce domaine. Cet ouvrage connaît six rééditions jusqu'en 1851.

Ses œuvres complètes en russe ont été publiées à Kiev en trois volumes entre 1876 et 1880.

## Source
- (ru) Cet article est partiellement ou en totalité issu de l’article de Wikipédia en russe intitulé « Максимович, Михаил Александрович » (voir la liste des auteurs).